# Esclerótica
La esclerótica es una membrana de color blanco, gruesa, resistente y rica en fibras de colágeno que constituye la capa externa del globo ocular. Su función es la de darle forma y proteger a los elementos internos. Coloquialmente a la parte anterior y visible de la esclerótica se le llama el blanco del ojo.
La esclerótica está formada por tres capas, de afuera hacia dentro:
- Epiesclera: es una membrana que facilita el deslizamiento del globo ocular con las estructuras vecinas.
- Fibrosa: está compuesta fundamentalmente por fibras de colágeno.
- Fusca: es la capa más interna y contiene abundantes vasos.  Contiene numerosos melanocitos que permiten absorber la luz, con tal de que no refleje en el interior del globo ocular.

La esclerótica cubre aproximadamente las cuatro quintas partes del ojo. Posteriormente, está cubierta por la cápsula de Tenon; asimismo, es perforada por el nervio óptico y por delante se adapta a la córnea a través de una línea que se conoce como limbo esclerocorneal. Cubre la coroides y a su vez está cubierta por la conjuntiva ocular en su parte anterior.